# Mar do Labrador
O mar do Labrador (em inglês Labrador Sea, em francês mer du Labrador) (60° N, 56° O) é um mar do oceano Atlântico Norte entre o Labrador e a Gronelândia. A profundidade no centro do mar do Labrador é de cerca de 3000 metros e é flanqueada por plataformas continentais a sudoeste, noroeste e nordeste. Liga a norte com a  baía de Baffin através do estreito de Davis.
O mar do Labrador dever-se-á ter formado num processo iniciado há uns 61 milhões de anos e terminado há 40 milhões.
Durante a idade do gelo, as inlandsis da América do Norte colapsaram enviando icebergs para o mar do Labrador.
Um dos maiores canais de turbiditos do mundo corre no sentido N-S no meio do mar do Labrador, canalizando avalanches por centenas de quilómetros, muitas das quais terminando nas profundezas ao largo da Nova Inglaterra.
O nome Labrador é um dos nomes de origem europeia mais antigas do Canadá, quase tão antiga quanto o nome Newfoundland (Terra Nova). A região e mar do Labrador foram nomeados em homenagem ao explorador português João Fernandes Lavrador, que, juntamente com Pedro de Barcelos, exploraram a região por volta de 1498.